# Batalla de Mag Mucrama
La Cath Maige Mucrama (en inglés la Batalla de Mag Mucrama) es un cuento escrito en irlandés medio que forma parte de los Ciclos de los Reyes.

## Contenido
Entre los protagonistas aparecen varias figuras importantes de la historia legendaria irlandesa, Ailill Aulom, su hijo Éogan Mór y su hijo adoptivo Mac Con, junto con el Rey de Tara Art mac Cuinn. Mag Mucrama, la llanura del condado de los cerdos, estaba en Connacht, en la región de Athenry, Condado de Galway. Una tradición o etimología folclórica (en irlandés Dindsenchas) sostiene que la llanura fue nombrada así por los cerdos mágicos qué la infestaban hasta que fueron alejados por la Reina Medb de Connacht.
Mac Con, exiliado de Irlanda, regresa con la ayuda del rey de Bretaña, junto con un ejército de bretones y sajones, y conquista Irlanda llegando hasta Connacht, donde Éogan pretende enfrentarle con la ayuda de Art mac Cuinn. La noche anterior a la batalla Éogan y Art duermen con las hijas de sus anfitriones, concibiendo a los hijos que les sucederán, Fiachu Muillethan en el caso de Éogan y Cormac mac Airt en el de Art. Éogan y Art, como es previsto, mueren en la batalla en Mag Mucrama, y Mac Con se convierte en rey de Tara.
Mac Con toma a Cormac mac Airt como su hijo adoptivo, y gobierna por siete años. Entonces toma una mala decisión, mostrando que no está preparado para gobernar; mientras que Cormac toma una correcta, mostrando que es el material para ser rey. El desastre sobreviene —"no hay hierba que venga a través de la tierra, ni hoja en el árbol, ni grano en el maíz" dice la historia— Mac Con es depuesto y Cormac proclamado rey en su lugar. Mac Con Viaja a la corte de Ailill, donde su madrastra le advierte que está en peligro. Cuando Ailill abraza a Mac Con, ésta le muerde con un diente envenenado. Mac Con huye pero es asesinado por uno de los guerreros de Ailill.

## Contexto
El manuscrito superviviente más antiguo que contiene el cuento está en el Libro de Leinster, que data de mediados del siglo XII. El traductor más reciente data al cuento con esa forma en el siglo IX.
Se considera que el propósito último del cuento es de carácter político y trata de explicar y justificar cómo los descendientes de Art (los Connachta), y de Éogan (los Eóganachta) se convirtieron en las familias más poderosas de Irlanda —los Connachta y sus descendientes, los Uí Néill, proporcionaron numerosos Reyes Supremos de Irlanda y de Connacht, mientras que los Eóganachta ocuparon habitualmente el trono de Munster— cuando sus antepasados fueron derrotadas por Mac Con, cuyos descendientes, los Corcu Loígde dejan de ser relevantes después del siglo VII. Como tal, forma parte de las leyendas del origen común de los Uí Néill y los Eóganachta. Mac Con Perteneció a los antiguos Dáirine, emparentados con los Ulaid. Los antepasados de los Eóganachta son conocidos como los Deirgtine.

## Ediciones, traducciones, y adaptaciones
La Batalla de Mag Mucrama ha sido traducida por Whitley Stokes ("La Batalla de Mag Mucrime", Revue Celtique, 13, 1892), por Standish Hayes O'Grady (incluido en Silva Gaedelica, de 2 volúmenes, 1892) y por M. O'Daly en Cath Maige Mucrama: La Batalla de Mag Mucrama (1975). Una actualización al irlandés actual fue publicada por Peadar Ua Laoghaire en 1917 como Lughaidh Mac Con.